# Pierre Littbarski
Pierre Littbarski (ur. 16 kwietnia 1960 w Berlinie Zachodnim) – niemiecki piłkarz, grający na pozycji ofensywnego pomocnika. Z reprezentacją Niemiec, w której barwach rozegrał 73 mecze, zdobył mistrzostwo świata w 1990 roku oraz wicemistrzostwo świata w 1982 i 1986 roku.
Jego pradziadek pochodził z Warszawy.

## Sukcesy piłkarskie
- wicemistrzostwo Niemiec 1982, 1989 i 1990, Puchar Niemiec 1983, finał Pucharu Niemiec 1980 i 1991 oraz finał Pucharu UEFA 1986 z 1. FC Köln

W Bundeslidze rozegrał 414 meczów i strzelił 116 goli.
W reprezentacji Niemiec od 1981 do 1990 roku rozegrał 73 mecze i zdobył 18 bramek – mistrzostwo świata 1990 i wicemistrzostwo świata 1982 i 1986 oraz starty w Euro 1984 (runda grupowa) i Euro 1988 (półfinał).